# Droga krajowa B237 (Niemcy)
Droga krajowa 237 (niem. Bundesstraße 237, B 237) – niemiecka droga krajowa przebiegająca  z zachodu na wschód od skrzyżowania z drogą B54 w Bergisch-Born przedmieściu Remscheid do skrzyżowania z drogą B54 w Kierspe w Nadrenii Północnej-Westfalii.
Droga służy pośrednio jako połączenie autostrady A1 z autostradą A45.